# Lake Annette
Lake Annette är en sjö i Kanada.   Den ligger i provinsen Alberta, i den centrala delen av landet, 3 000 km väster om huvudstaden Ottawa. Lake Annette ligger 1 960 meter över havet.
I omgivningarna runt Lake Annette växer i huvudsak barrskog. Trakten runt Lake Annette är nära nog obefolkad, med mindre än två invånare per kvadratkilometer.